# Yeshivá Dighet

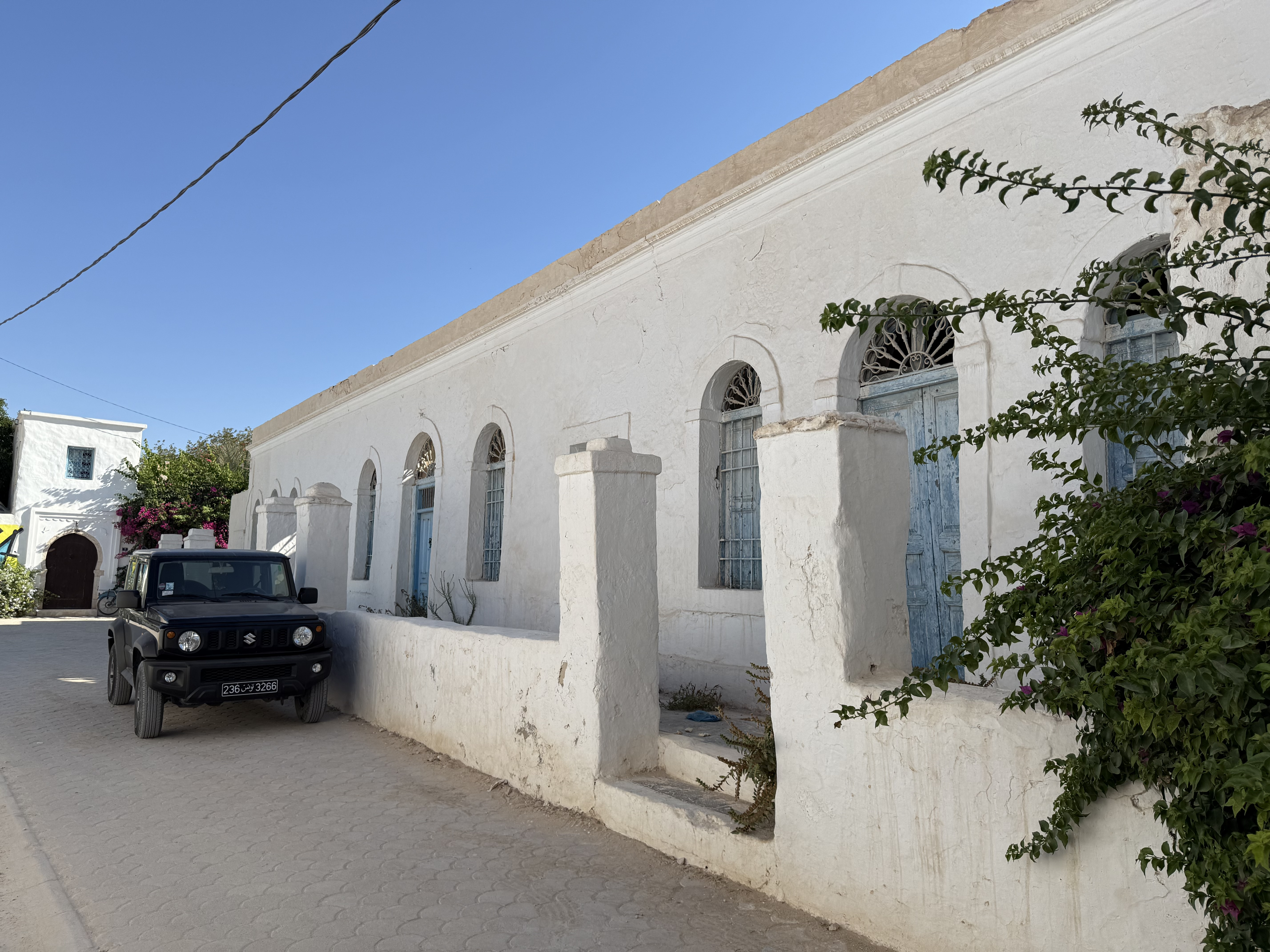
Exterior do edifício

A yeshivá Dighet ou sinagoga Dighet {em árabe: معبد حارة صغيرة), também conhecida como sinagoga de Hara Seghira, é uma antiga yeshivá, a mais importante da aldeia judia de Er Riadh (tradicionalmente chamada Hara Sghira ou Djirt), na ilha de Djerba, no sul da Tunísia.
Foi construída nos anos 1930 pelo fiéis locais e o seu nome remete para a porta que dava nome à aldeia. Atrás da sua fachada abre-se um pátio quadrado, rodeado de galerias de arcadas com três arcos, com uma sala destinada às aulas em cada um dos lados. Ao fundo do pátio encontra-se uma sala de orações quadrada com uma  lanterna rodeada de galerias de três arcos. Esta sala dá acesso a salas de estudo e bibliotecas.
O declínio da comunidade judaica da aldeia levou ao abandono do edifício, o qual se encontra num estado avançado de degradação. A comunidade reúne-se atualmente na sinagoga de la Ghriba, situada na periferia da aldeia.